# Kreis Malvaglia
Der Kreis Malvaglia bildet zusammen mit den Kreis Acquarossa und dem  Kreis Olivone den Bezirk Blenio des Kantons Tessin in der Schweiz. Der Sitz des Kreisamtes ist in Malvaglia.

## Gemeinden
Der Kreis wurde am 1. April 2012 begründet und besteht aus einer einzigen Gemeinde.
| Wappen     | Name der Gemeinde | Einwohner (31. Dezember 2023) | Fläche in km² | Einw. pro km² | BFS-Nr |
| ---------- | ----------------- | ----------------------------- | ------------- | ------------- | ------ |
| Serravalle | Serravalle        | 2066                          | 96,80         | 21            | 5050   |

Vor der Fusion und bis am 31. März 2012 bestand der Kreis aus den drei Gemeinden Ludiano, Malvaglia und Semione.